# Tigres Tâmeis

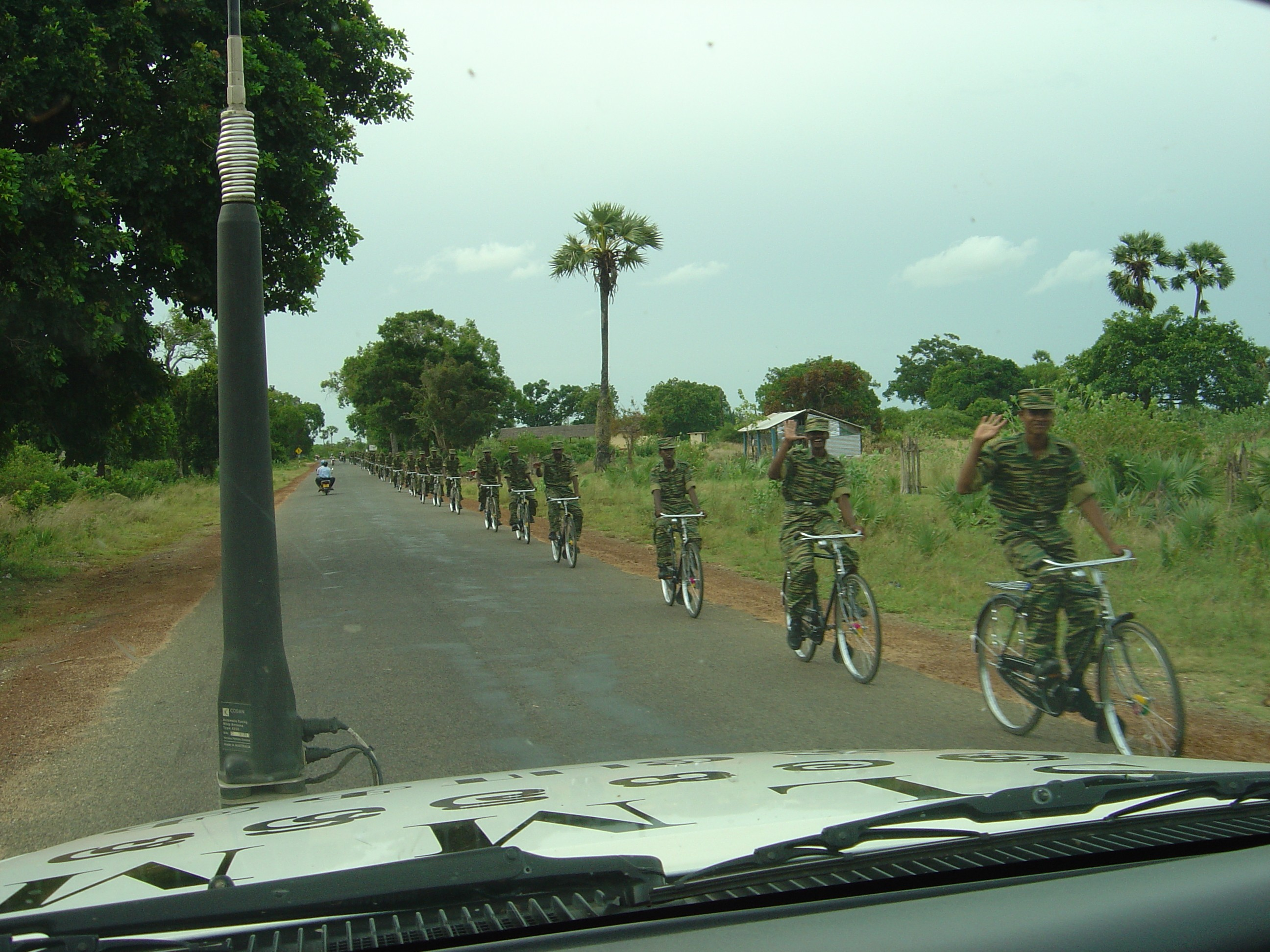
Pelotão de ciclistas do LTTE, ao norte de Kilinochchi, 2004

Os Tigres de Liberação do Ceilão Tâmil (em tâmil: தமிழீழ விடுதலைப் புலிகள், transl ISO 15919: tamiḻ iiḻa viṭutalaip pulikaḷ), comumente conhecidos como LTTE (abreviação do nome em inglês, Liberation Tigers of Tamil Eelam) ou Tigres Tâmeis, constituem uma organização política armada que pretende, através de uma violenta campanha secessionista, a autodeterminação do povo tâmil mediante a criação, no nordeste da ilha do Sri Lanka, de um Estado independente denominado Ceilão Tâmil. A campanha deu origem à Guerra Civil do Sri Lanka, um dos mais longos conflitos armados da história recente da Ásia.
Fundado no ano de 1976, trata-se do principal grupo separatista ligado à minoria tâmil. Seu principal líder foi Velupillai Prabhakaran, também conhecido como Prabaharan ou Thambi, que era procurado pela Interpol por terrorismo, assassinato, crime organizado e conspiração terrorista. Os Tigres Tâmeis alegavam lutar para proteger a minoria tâmil da discriminação nas mãos de seguidos governos da maioria cingalesa, que dominam o país desde a sua independência, e Prabakharan declarou, durante uma entrevista coletiva, que o LTTE ainda não estava pronto para reivindicar um estado independente, e que considerava que a independência seria uma possibilidade, a partir do reconhecimento político de uma pátria tâmil, de uma nacionalidade tâmil e do direito do povo tâmil à autodeterminação.
Os Tigres Tâmeis têm como uma de suas bases de apoio diversos membros da diáspora tâmil, bem como dos tâmeis que vivem no estado de Tamil Nadu, na Índia.
Os Tigres, que durante o auge de seu poder possuíam um núcleo de treinamento de milícias bem desenvolvido e organizado, ficaram notórios pela prática de atrocidades contra civis, incluindo sequestros e ataques intencionais, pela execução de ataques a autoridades de alto escalão, incluindo o assassinato de diversos políticos do Sri Lanka e da Índia, como Rajiv Gandhi, e por recrutar crianças-soldado. O LTTE inventou o cinturão suicida, e foi pioneiro no uso de homens-bomba como tática de combate. Também foram pioneiros no uso de mulheres nestes ataques suicidas, e também chegaram a usar aviões em alguns de seus ataques. O LTTE foi considerado uma organização terrorista por 33 países, entre eles o Canadá, Estados Unidos,  Índia (desde o assassinato de Rajiv Gandhi, primeiro-ministro do país, no qual Prabakharan estaria envolvido), Austrália, Malásia e União Europeia. A ONU, entretanto, não emitiu nenhuma condenação formal. A inclusão da organização na lista de grupos terroristas, pela UE, provocou a expulsão dos membros europeus da Missão de Supervisão no Sri Lanka (SLMM), em 2002.
No decorrer do conflito o nordeste do território frequentemente trocou de mãos, passando do controle dos Tigres Tâmeis para as forças armadas do Sri Lanka, que se enfrentaram em combates ferozes no processo. As negociações de paz conseguiram interromper o conflito por quatro vezes diferentes, embora sem qualquer sucesso duradouro; no fim da última rodada de negociações, em 2002, os rebeldes tinham uma grande área sob o seu controle. No entanto, com o fim do processo de paz, em 2006, as forças armadas do país iniciaram uma grande ofensiva contra os Tigres Tâmeis, na qual conseguiram reconquistar a maior parte do território, limitando o LTTE a uma área de 1,5 km2 no distrito de Mullaithivu. O resultado desta ofensiva foi a virtual derrota militar do LTTE.
Em meio aos crescentes apelos para que os rebeldes se entregassem, o presidente do Sri Lanka, Mahinda Rajapaksa, declarou oficialmente a vitória militar sobre os Tigres Tâmeis, em 16 de maio de 2009, depois de 26 anos de conflito. O líder rebelde, Prabhakaran, teria sido morto por forças do governo. O LTTE admitiu a derrota no dia seguinte, com a declaração do chefe de relações internacionais da organização, Selvarasa Pathmanathan, no site oficial: "Esta batalha chegou ao seu amargo fim … Decidimos silenciar nossas armas. Nossos únicos arrependimentos são por não termos conseguido resistir por mais tempo".

## História

### Fundação
O LTTE foi fundado em 5 de maio de 1976 por Velupillai Prabhakaran, como a entidade sucessora dos Novos Tigres Tâmeis (Tamil New Tigers, em inglês, conhecidos pela sigla TNT), um grupo militante notório pelo assassinato do prefeito de Jaffna, Alfred Duraiyappah, em 1975. Prabhakaran procurou "transformar o antigo TNT/novo LTTE numa força de combate de elite, impiedosamente eficiente e altamente profissional", que, como notou o expert em terrorismo Rohan Gunaratna, ele procurou fazer mantendo um pequeno número de soldados, um alto padrão de treinamento, e aplicando disciplina em todos os escalões". O LTTE atraiu muitos partidários entre jovens tâmeis desiludidos, que passaram a realizar ataques de pequeno porte contra diversos alvos governamentais, incluindo policiais e políticos locais.
O primeiro grande ataque do grupo foi realizado em 23 de julho de 1983, quando um veículo de transporte de tropas do Exército do Sri Lanka sofreu uma emboscada nos arredores de Jaffna. 13 soldados cingaleses morreram no ataque, o que levou à série de distúrbios, conhecidos como Julho Negro, contra a comunidade tâmil do Sri Lanka. Como resultado, mais jovens tâmeis juntaram-se aos grupos militantes para lutar contra o governo do Sri Lanka, no que é considerado o início da insurgência no país.

### Chegada ao poder
Inicialmente os Tigres Tâmeis cooperavam com outros grupos militantes tâmeis, com os quais partilhavam os mesmos objetivos. Em abril de 1984 o LTTE juntou-se formalmente a outra frente militante, a Frente Nacional de Liberação do Eelam (Eelam National Liberation Front, ENLF), uma união entre a Organização para a Liberação do Ceilão Tâmil (Tamil Eelam Liberation Organization, TELO), a Organização Revolucionária de Estudantes do Eelam (Eelam Revolutionary Organisation of Students, EROS), a Organização Popular para a Liberação do Ceilão Tâmil (People's Liberation Organisation of Tamil Eelam, PLOTE) e a Frente Revolucionária de Liberação do Povo Eelam (Eelam People's Revolutionary Liberation Front, EPRLF).
A TELO costumava advogar a visão indiana dos problemas, e apoiava o ponto de vista indiano durante as negociações de paz com o governo do Sri Lanka e os outros grupos. O LTTE colocou-se contra esta posição, afirmando que a Índia agia apenas motivada por seus próprios interesses; consequentemente, em 1986, o LTTE separou-se da FNLE. Os dois grupos passaram então a se enfrentar em luta armada pelos próximos meses. Após o confronto, quase toda a liderança da TELO e muitos de seus militantes foram mortos pelo LTTE. Poucos meses depois os Tigres Tâmeis atacaram os campos de treinamento da EPRLF, forçando-a a abandonar inteiramente a península de Jaffna.
O LTTE passou a exigir, então, que todos os insurgentes tâmeis restantes se juntassem ao grupo. Avisos foram espalhados, a este respeito, em Jaffna e Madras, na Índia, sede de muitos grupos tâmeis. Com dois dos principais grupos, a TELO e a EPRLF, já eliminados ou enfraquecidos, os grupos militantes tâmeis restantes, que eram cerca de 20, foram absorvidos pelo LTTE, o que fez de Jaffna uma cidade dominada pelo grupo.
A prática dos membros de grupo de carregar uma cápsula de cianureto, para consumo em caso de captura, era vista pelo povo tâmil como dedicação e sacrifício. Outra prática que aumentou o apoio do grupo pelos tâmeis foi o costume de fazer um juramento de lealdade, que afirmava a meta do grupo de estabelecer um Estado para os tâmeis do Sri Lanka.
Em 1987 o grupo fundou os Tigres Negros, uma unidade do LTTE responsável pela condução de ataques suicidas contra alvos políticos, econômicos e militares, e lançou o primeiro destes ataques contra um acampamento do exército do Sri Lanka, matando 40 soldados.

### Envolvimento da Índia
Em 1987, diante de um crescente descontentamento de sua própria população tâmil, e de ser obrigada a receber grandes números de refugiados, a Índia resolveu intervir diretamente no conflito pela primeira vez, inicialmente através da Operação Poomalai, onde pacotes de comida foram lançados por aviões sobre Jaffna. Depois das negociações que se seguiram, a Índia e o Sri Lanka assinaram o Acordo Indo-Cingalês. Embora o conflito fosse entre os tâmeis e os cingaleses, os dois países assinaram o acordo de paz sem se preocupar em influenciar cada uma das partes a assinar acordos de paz entre suas próprias facções internas. O acordo garantiu um certo grau de autonomia regional nas áreas tâmeis, com a Frente de Liberação Revolucionária do Povo Eelam (EPRLF, na sigla em inglês) mantendo o controle do conselho regional, e convocando os grupos militantes tâmeis a abandonar as armas. A Índia deveria também enviar forças de manutenção da paz ao Sri Lanka, mais especificamente a Força de Manutenção de Paz da Índia (Indian Peace Keeping Force, IPKF), parte do Exército da Índia, para assegurar o desarmamento e vigiar os atos do conselho regional.
Embora o acordo tenha sido assinado entre os governos do Sri Lanka e da Índia, e os grupos militantes tâmeis não tenham desempenhado qualquer papel nele, a maior parte destes grupos o aceitou. Os Tigres Tâmeis, no entanto, o rejeitaram, por se oporem ao candidato, pertencente à EPRLF, como principal autoridade administrativa das províncias do Norte e Oriental. Em vez disso, o LTTE nomeou outros três candidatos para o cargo, que foram rejeitados pela Índia, e recusou-se a abandonar as armas.
Os Tigres Tâmeis viram-se, então, envolvidos num conflito militar com o exército indiano, e lançaram seu primeiro ataque contra ele, atingindo um caminhão que transportava suprimentos, em 8 de outubro, e executaram cinco integrantes de forças especiais indianas que estavam a bordo do veículo colocando pneus em volta de seus pescoços e ateando fogo. O governo da Índia decidiu que as forças de paz do país deveriam então desarmar o LTTE à força, e passou a lançar diversos ataques contra a organização, incluindo uma campanha de um mês de duração denominada Operação Pawan, para tentar conquistar a península de Jaffna dos rebeldes. A crueldade desta campanha, aliada às operações seguintes do exército indiano contra os Tigres Tâmeis, acabaram por tornar a interferência indiana extremamente impopular entre os tâmeis do Sri Lanka.

### Período após o envolvimento da Índia
A intervenção indiana foi também impopular entre a maioria cingalesa do Sri Lanka, e a IPKF acabou se complicando em combates ferozes com os Tigres Tâmeis por mais de dois anos, sofrendo grandes perdas. Os últimos membros das forças de manutenção de paz indianas, que eram formadas por mais de 50 000 soldados no seu auge, deixaram o Sri Lanka em 1990, a pedido do governo do país. Uma paz frágil foi mantida inicialmente entre o governo e o LTTE, e as negociações de paz pareciam progredir rumo à devolução de territórios no norte e leste do país para os tâmeis.[carece de fontes?]
As batalhas, no entanto, continuaram ao longo de toda a década de 1990, que ficou marcada por dois assassinatos de grande relevo realizados pelo LTTE; um foi o do ex-primeiro-ministro indiano Rajiv Gandhi, em 1991, e do presidente do Sri Lanka Ranasinghe Premadasa, em 1993, nas duas ocasiões com o uso de homens-bomba. Os combates foram interrompidos brevemente em 1994, depois da eleição de Chandrika Kumaratunga como presidente do país e o início de novas negociações de paz, porém as hostilidades voltaram depois que o LTTE afundou dois navios do Sri Lanka em abril de 1995. Numa série de operações militares que se seguiram, o exército do Sri Lanka recapturou a península de Jaffna, o coração do território tâmil. Outras ofensivas se seguiram nos próximos três anos, e as forças armadas conseguiram capturar do LTTE grandes extensões de território no norte do país, incluindo a região de Vanni, a cidade de Kilinochchi, além de diversas cidades menores. A partir de 1998, no entanto, os Tigres Tâmeis iniciaram um contra-ataque, reconquistando estas regiões, e culminando na captura, em abril de 2000, da base situada no Passo do Elefante, de importância estratégica pela sua localização na entrada da península de Jaffna.
Mahattaya, então vice-líder do LTTE, foi acusado de traição e executado em 1994. O motivo alegado teria sido a sua colaboração com a Research and Analysis Wing ("Ala de Pesquisa e Análise") indiana, que visava remover Prabhakaran da liderança da organização.

### Cessar-fogo em 2001
Em 2001 os Tigres Tâmeis abandonaram a exigência por um Estado separado, declarando que alguma forma de autonomia regional satisfaria às suas exigências. Logo após a derrota maciça sofrida nas eleições por Kumaratunga, e a ascensão ao poder de Ranil Wickramasinghe, em dezembro do mesmo ano, o LTTE declarou um cessar-fogo unilateral. O governo do Sri Lanka aceitou a iniciativa, e em março de 2002 os dois lados assinaram um acordo oficial, que implementou um cessar-fogo a ser monitorado pela Noruega e outros países nórdicos, através da Missão de Monitoramento do Sri Lanka.
Seis rodadas de negociações de paz entre o governo do Sri Lanka e o LTTE foram realizadas, porém acabaram sendo suspensas temporariamente depois que os Tigres Tâmeis as abandonaram, em 2003, alegando "certas questões críticas relacionadas ao processo de paz em andamento".
Em 2003 o LTTE propôs uma Autoridade Interina de Autogoverno; esta iniciativa foi bem recebida pela comunidade internacional, porém acabou sendo rejeitada pelo presidente do Sri Lanka.
Em dezembro de 2005 o LTTE boicotou as eleições presidenciais realizadas naquele mesmo ano; ao mesmo tempo em que afirmava publicamente que as pessoas "sob o seu controle" estavam livres para votar, teriam usado ameaças para impedir a população de votar, ato que foi condenado publicamente pelos Estados Unidos.
O novo governo do Sri Lanka assumiu o poder em 2006 e exigiu a revocação do acordo de cessar-fogo, mantendo que a única solução possível ao conflito étnico era a solução militar, e que a única maneira de conseguir isto seria através da eliminação dos Tigres de Liberação do Ceilão Tâmil. Novas negociações de paz foram agendadas em Oslo, capital da Noruega, em 8 e 9 de junho do mesmo ano, porém acabaram sendo canceladas quando o LTTE recusou-se a se encontrar diretamente com a delegação do governo, alegando que seus membros não teriam sua integridade garantida durante a viagem para as negociações. O mediador norueguês, Erik Solheim, declarou a jornalistas que o LTTE deveria assumir a responsabilidade direta pelo fim das negociações.
As diferenças entre o governo e os Tigres Tâmeis aumentaram, o que resultou num grande número de violações aos acordos de cessar-fogo, de ambas as partes, durante o ano de 2006. Ataques suicidas, confrontos militares e ataques aéreos ocorreram durante toda a segunda metade do ano. Os enfrentamentos militares continuaram em 2007 e 2008; em janeiro deste ano o governo declarou oficialmente não seguir mais o acordo de cessar-fogo.

### Discordâncias internas
Na maior mostra de discordância dentro da própria organização, um comandante veterano do LTTE, Coronel Karuna (nom de guerre de Vinayagamoorthi Muralitharan) rompeu com o grupo em março de 2004, e formou o TamilEela Makkal Viduthalai Pulikal (TEMVP), em meio a alegações de que os comandantes do norte estariam dando pouca importância às necessidades dos tâmeis do leste da ilha. A liderança do LTTE o acusou de má administração das finanças, e o questionou sobre seu comportamento pessoal recente. Karuna tentou tomar do LTTE o controle da província oriental, o que provocou confrontos armados entre o grupo e o recém-fundado TEMVP, acusado pelos rivais de ser apoiado pelo governo do Sri Lanka — fato que foi corroborado pelos monitores nórdicos do SLMM.

### Derrota militar
Em 2 de janeiro de 2009 o presidente do Sri Lanka, Mahinda Rajapaksa, anunciou que as tropas do país haviam capturado Kilinochchi, cidade que os Tigres Tâmeis vinham usado por mais de uma década como sua capital administrativa de facto.
A perda de Killinochchi arranhou consideravelmente a imagem do LTTE, e surgiu a especulação que, depois da queda da cidade, o grupo estaria perto do colapso, devido à pressão militar insuportável por todas as frentes de combate. Em 8 de janeiro de 2009 o LTTE abandonou suas posições na península de Jaffna, para organizar um último bastião de resistência nas selvas de Mullaitivu, sua última grande base militar. A península foi totalmente capturada pelo exército do Sri Lanka em 14 de janeiro. Em 25 de janeiro tropas do exército do país "capturaram completamente" Mullaitivu; Como resultado desta ofensiva, o fim dos Tigres Tâmeis passou a ser visto como iminente, embora existisse a possibilidade do grupo lançar uma campanha de guerrilha, em caso de derrota por forças convencionais.
Cheliyan, um dos principais líderes dos Tigres Tâmeis, e subcomandante dos chamados 'Tigres do Mar', foi morto em Kariyamullivaikkal, em 8 de maio, outro golpe significativo para a organização. O governo do Sri Lanka acusou a organização de causar um desastre humanitário, ao manter a população civil presa na pequena área que estava sob o seu controle. Com o LTTE à beira da derrota, o destino do seu líder, Velupillai Prabhakaran, permanecia incerto. Em 12 de maio a BBC informou que o LTTE estava restrito a uma área de apenas 840 acres de terra perto de Mullaitivu, uma área aproximadamente equivalente ao Central Park, em Nova York.
O secretário-geral das Nações Unidas, Ban Ki Moon, apelou para que os Tigres Tâmeis não mantivessem crianças como reféns, nem as recrutassem como crianças-soldado ou tomasse qualquer atitude que pudesse feri-las. Claude Heller, embaixador do México na ONU e membro do Conselho de Segurança das Nações Unidas, declarou: "exigimos que o LTTE deponha imediatamente suas armas, renuncie ao terrorismo, e permita a evacuação, assistida pela ONU, dos civis que ainda permanecem na zona de conflito, e se junte ao processo político". O presidente do Conselho, falando em nome dos 15 membros, também declarou que a entidade "condena veementemente o LTTE, uma organização terrorista, pelo uso de civis como escudos humanos, e por não permitir que eles deixem a região." Em 13 de maio o Conselho de Segurança da ONU condenou novamente o grupo, e denunciou publicamente o seu uso de civis como escudos humanos, e urgiu-o a reconhecer o direito legítimo do governo do Sri Lanka de combater o terrorismo, depondo suas armas e permitindo que as dezenas de milhares de civis deixassem a zona de conflito. Em 14 de maio o representante da ONU no Sri Lanka, Amin Awad, declarou que 6 000 civis teriam fugido ou tentado fugir, e que os Tigres Tâmeis teriam disparado contra eles, para evitar que escapassem.
O presidente Mahinda Rajapaksa declarou oficialmente a vitória sobre os Tigres Tâmeis no dia 16 de maio, depois de 26 anos de conflito. No mesmo dia, pela primeira vez em sua longa batalha contra o governo do Sri Lanka, os rebeldes ofereceram depor suas armas em troca de uma garantia de segurança. O ministro de ajuda humanitária e direitos humanos do país, Mahinda Samarasinghe, declarou que "a fase militar terminou. O LTTE foi derrotado militarmente. Agora a maior operação de resgate de reféns do mundo chegou a uma conclusão; o número que disponho é que, desde 20 de abril, 179 000 reféns já foram resgatados".
Em 17 de maio o oficial rebelde Selvarasa Pathmanathan admitiu a derrota através de uma declaração via email, onde afirmou: "Esta batalha chegou ao seu amargo fim." Diversos combatentes rebeldes cometeram suicídio ao se verem cercados. No dia seguinte confirmou-se a notícia de que o líder rebelde, Velupillai Prabhakaran, havia morrido, juntamente com outros oficiais tâmeis de alto escalão. A emissora de televisão estatal interrompeu sua programação regular para transmitir a notícia, e o Departamento de Informações do governo enviou mensagens de texto para telefones celulares por todo o país informando a respeito. Comemorações coletivas irromperam por todo o Sri Lanka, já que a morte de Prabhakaran era vista como crucial para impedir uma nova ofensiva, na forma de guerrilha. De acordo com os relatos do governo, Prabhakaran estaria se deslocando numa van blindada, com diversos de seus oficiais e outros combatentes, dirigindo-se diretamente rumo às tropas do governo, que avançavam. Após um confronto de duas horas, a van foi atingida por um foguete, o que matou todos os seus ocupantes, pondo um fim à batalha. As tropas governamentais removeram e identificaram os corpos de Prabhakaran e do Coronel Soosai (chefe dos Tigres do Mar), bem como o de Pottu Amman, chefe de inteligência do grupo.

## Organização e atividades

### Estrutura
O LTTE organiza-se em três divisões principais: uma ala militar, uma ala política e uma ala de angariação de fundos. Um corpo central administrativo supervisiona todas as divisões, chefiadas pelo líder da organização, Velupillai Prabhakaran, até a sua morte, em maio de 2009.

### Ala militar

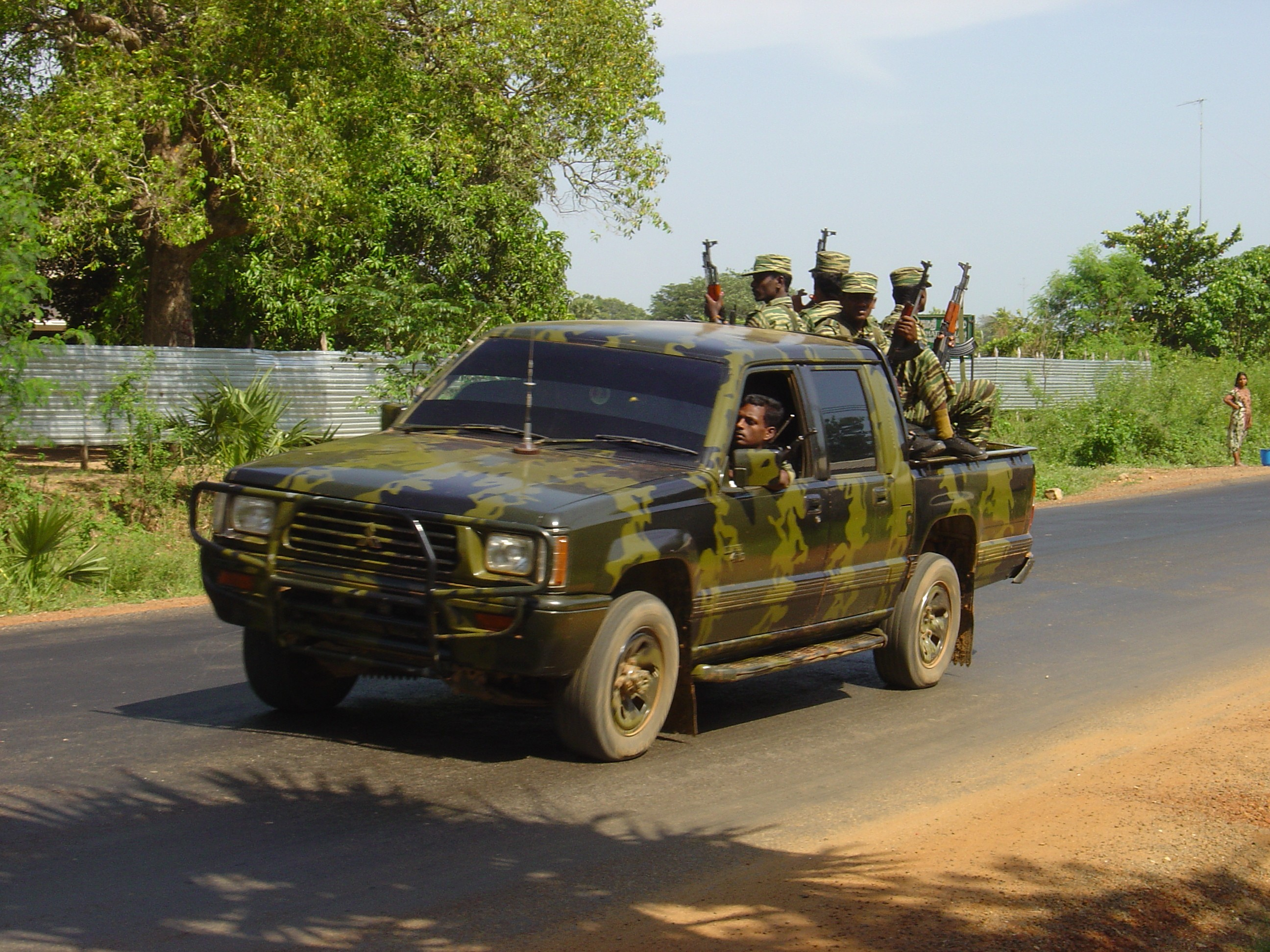
Tigres Tâmeis a bordo de caminhonete, em Killinochchi, abril de 2004

Os recrutas dos Tigres Tâmeis são instruídos a estarem preparados a morrer pela causa, e recebem uma cápsula de cianureto, para ser ingerida em caso de captura pelo inimigo. O LTTE também conta com um esquadrão especial de homens-bomba, conhecidos como Tigres Negros, que são empregados em missões críticas.
A ala militar inclui as seguintes subdivisões, que são controladas e operadas diretamente pelo órgão administrativo central:
- Tigres do Mar — unidade anfíbia de combate especializada na utilização de logística e poder de fogo naval, consistindo principalmente de embarcações de pequenas dimensões.[84]
- Tigres do Ar — grupo de deslocamento aéreo, que consiste de diversas aeronaves de pequeno porte. É o primeiro caso conhecido no mundo de uma força aérea controlada por uma organização classificada como terrorista.[85]
- Tigres Negros — unidade de comandos suicidas
- Ala de inteligência
- Ala política

### Tigres do Mar

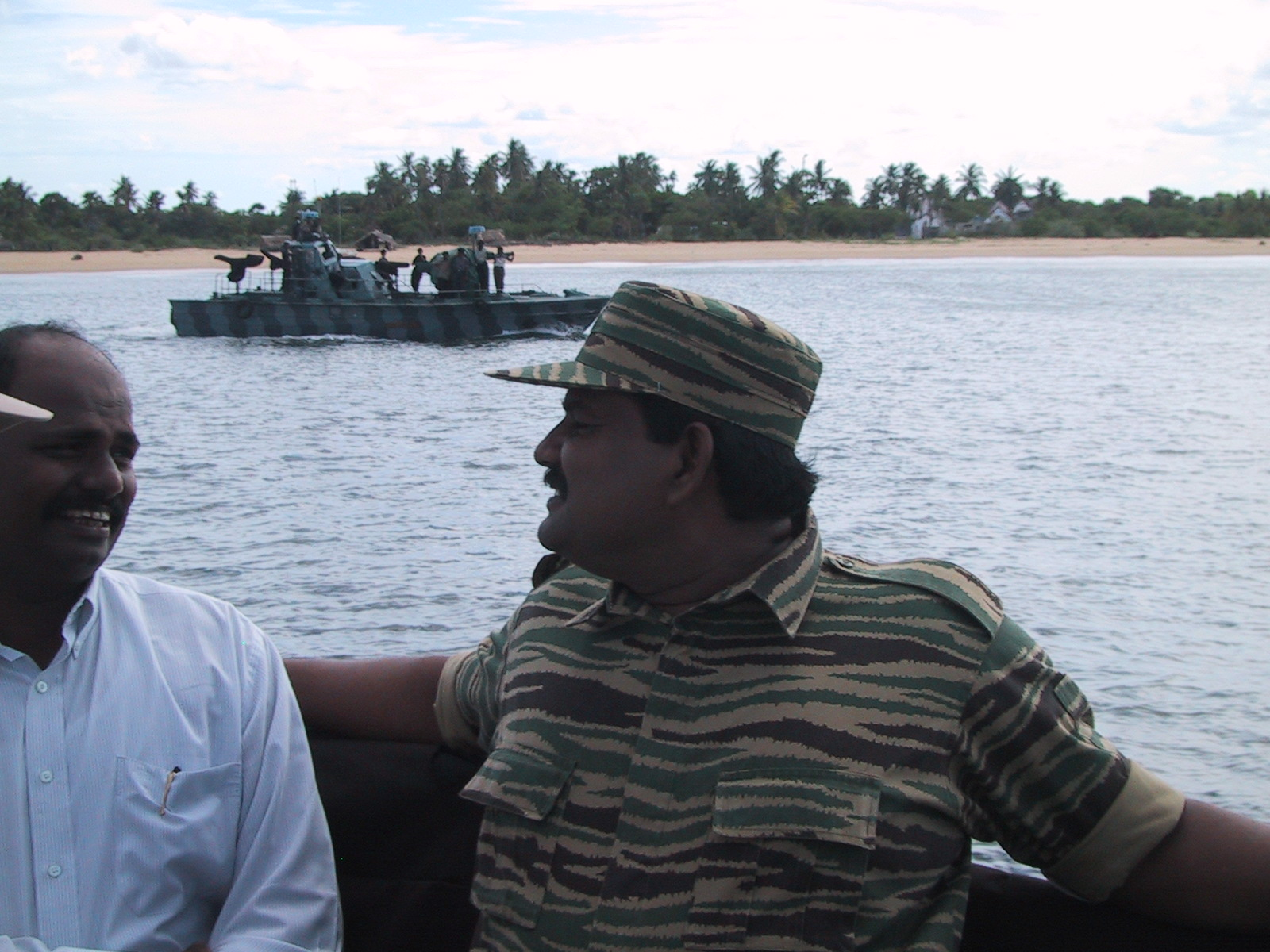
Coronel Soosai, dos Tigres do Mar

Os Tigres do Mar formam a marinha dos Tigres de Liberação do Ceilão Tâmil; são lideradas pelo Coronel Soosai. Acredita-se que seja formada por cerca de 2 000 indivíduos, e tornou-se uma ameaça potencial à Marinha do Sri Lanka no mar. De acordo com uma publicação de 2006 da Woodrow Wilson School of Politics and International Studies, os Tigres do Mar destruíram de 35 a 50% das embarcações usadas pela marinha do país.
Após sua ofensiva no norte da ilha, as forças armadas do Sri Lanka relataram ter capturado a principal base dos Tigres do Mar, em Mullaitivu, e diversos de seus estaleiros. No início de fevereiro de 2009 as forças armadas do país relataram ter capturado a última base do grupo, matando três de seus principais comandantes no processo. e impondo restrições consideráveis às operações posteriores. Alguns dias depois o líder dos Tigres do Mar, Thillaiyampalam Sivanesan (o Coronel Soosai) e diversos de seus principais assessores foram mortos num ataque da Força Aérea do Sri Lanka a um centro de comando.

### Tigres do Ar
Os chamados Tigres do Ar formam a força aérea dos Tigres de Liberação do Ceilão Tâmil; sua frota é estimada em cinco aeronaves de pequeno porte. O órgão foi revelado em 2007, quando conduziu seu primeiro ataque aéreo a uma base da Força Aérea do Sri Lanka; desde então ela já realizou quatro outros ataques aéreos. Com os Tigres do Ar, o LTTE tornou-se a primeira organização não-estatal a estabelecer uma força aérea. Embora o Exército do Sri Lanka tenha capturado Killinochi em 2 de janeiro de 2009, as aeronaves dos Tigres do Ar não foram encontradas. Posteriormente, duas das aeronaves do grupo foram derrubadas em Colombo, capital do país, durante um ataque suicida realizado contra o quartel-general da Força Aérea do Sri Lanka, e a hangares da Força Aérea em Katunayake.

### Administração

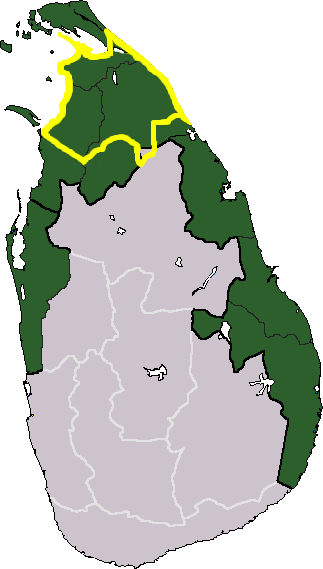
Mapa do Sri Lanka mostrando o território reclamado pelos Tigres Tâmeis como o Ceilão Tâmil (verde), e território controlado de facto na ocasião do início da ofensiva do norte do Exército do Sri Lanka de 2008-2009 (amarelo). Durante a ofensiva final do exército, no entanto, todo o território foi capturado pelas forças armadas do país

Porcentagem de tâmeis do Sri Lanka por distrito, baseado no censo de 2001 e no de 1981, último realizado nas regiões tâmeis

Embora o LTTE tenha sido formado como um grupo militar, acabou por se transformar posteriormente num órgão governamental de facto, que controlou territórios no norte da ilha, especialmente nas áreas em torno das cidades de Killinochchi e Mulathivu.
Os Tigres Tâmeis implementaram um sistema judiciário, que consistia de tribunais habilitados a julgar em assuntos criminais e civis. O sistema de justiça do Ceilão Tâmil era formado por tribunais distritais, tribunais superiores, uma Suprema Corte e uma Corte de Apelações. Os tribunais distritais cuidavam de casos civis e criminais, os dois tribunais superiores cuidavam de casos criminais como estupros, assassinatos, traição e incêndios criminosos. A Suprema Corte tinha jurisdição sobre todo o Ceilão Tâmil. Os tribunais eram tidos como eficientes, e as pessoas que podiam escolher optavam pelos tribunais do Ceilão Tâmil, do que pelos do próprio Sri Lanka. O LTTE também foi responsável pela publicação de livros de direito, que chegaram a ser atualizados.
Os Tigres Tâmeis também estabeleceram uma força policial. A polícia do Ceilão Tâmil, formada em 1991, tinha sua sede, antes da ofensiva de 2009, na cidade de Killinochi. Delegacias foram criadas em todas as áreas controladas pelo LTTE, que alegava que sua força policial era o principal motivo da baixa taxa de criminalidade. Críticos da organização, no entanto, alegam que esta força policial nada mais era que um braço das próprias forças armadas do LTTE, e que a baixa taxa de criminalidade seria decorrente do governo autoritário dos Tigres Tâmeis. No entanto, há um certo consenso de que tanto a força policial quanto o sistema judicial auxiliaram na manutenção da lei nas áreas controladas pela organização.
Outra função estatal da administração do LTTE era o bem-estar social; este braço assistencial humanitário da organização era financiado pela coleta interna de impostos. Os Tigres Tâmeis também contavam com um setor de educação e saúde que oferecia serviços às pessoas que habitavam os territórios sob seu controle, e criou uma organização de direitos humanos chamada Secretaria de Direitos Humanos do Nordeste, destinada a advogar os direitos dos tâmeis. Embora não fosse reconhecida pelos governos internacionais, a comissão comunicava ao LTTE reclamações a respeito do recrutamento de crianças, o que resultava na dispensa do recruta. A Secretaria de Planejamento e Desenvolvimento (SPD) foi fundada em 2004, e atuava como um órgão de avaliação das necessidades populares que formulava planos de ações efetivas nas áreas que precisavam de assistência humanitária. Diversos funcionários públicos que trabalhavam nas áreas controladas pelos Tigres Tâmeis eram dirigidos pelo próprio LTTE, porém pagos pelo governo do Sri Lanka. Um sistema alfandegário também era operado na "fronteira", pelos próprios Tigres Tâmeis.
Além da administração civil, o LTTE também administrava suas próprias estações de rádio e televisão, que receberam os nomes de Voz dos Tigres e Televisão Nacional do Ceilão Tâmil, respectivamente. Ambos os canais eram transmitidos desde regiões sob o controle dos Tigres Tâmeis.
O LTTE também geria um banco, o Banco de Tamileelam, que utilizava a rúpia do Sri Lanka como moeda, porém oferecia taxas de juros mais altas do que qualquer banco na ilha.
Após a captura da capital administrativa dos Tigres Tâmeis, Kilinochchi, pelos Exército do Sri Lanka em 2 de janeiro de 2009, o sistema administrativo dos Tigres Tâmeis foi completamente desmantelado.

### Assistência humanitária
Depois do Tsunami de 2004 no Oceano Índico, os Tigres Tâmeis montaram uma força tarefa especial para fornecer assistência humanitária às pessoas atingidas pelo tsunami. A Secretaria de Planejamento e Desenvolvimento (SPD) foi responsável pela estimativa das necessidades de diversas organizações humanitárias, de modo a maximizar a eficácia dos esforços de reconstrução e reabilitação. Depois do desastre, a SPD foi responsável pela coordenação e direção das ONGs envolvidas nos trabalhos de auxílio às vítimas. Além disto, de acordo com a Coalizão de Avaliação do Tsunami, as principais ONGs a assistir a região alegaram que as forças do LTTE forneceram um auxílio extremamente eficiente e focado aos esforços humanitários nas áreas controladas pelas suas tropas.
Durante a segunda rodada de negociações entre os Tigres Tâmeis e o governo do Sri Lanka, estabeleceu-se um acordo para uma Estrutura de Administração Operacional Pós-Tsunami (P-TOMS, na sigla em inglês). Este mecanismo permitiria que o governo e o LTTE partilhassem os fundos destinados ao auxílio das vítimas do tsunami. O acordo, no entanto, sofreu oposição violenta tanto de radicais como de alguns moderados no governo; como resultado, o P-TOMS foi questionado na Suprema Corte do Sri Lanka, que acabou por arquivar o projeto.

### Política
O acordo de cessar-fogo de 2002 fez com que o LTTE mudasse sua luta pela autodeterminação, de meios militantes para meios políticos; a criação de uma ala política dos Tigres Tâmeis foi resultado disto. Esta ala desempenhou um papel crítico em relação tanto ao processo de paz como à construção de um Estado local; não chegou, no entanto, a participar das eleições parlamentares do Sri Lanka, nas quais o LTTE apoiou abertamente a Aliança Nacional Tâmil, que venceu com ampla vantagem em 22 de 25 eleitorados no nordeste do país, e conseguiu mais de 90% dos votos no distrito eleitoral de Jaffna.

### Participação feminina

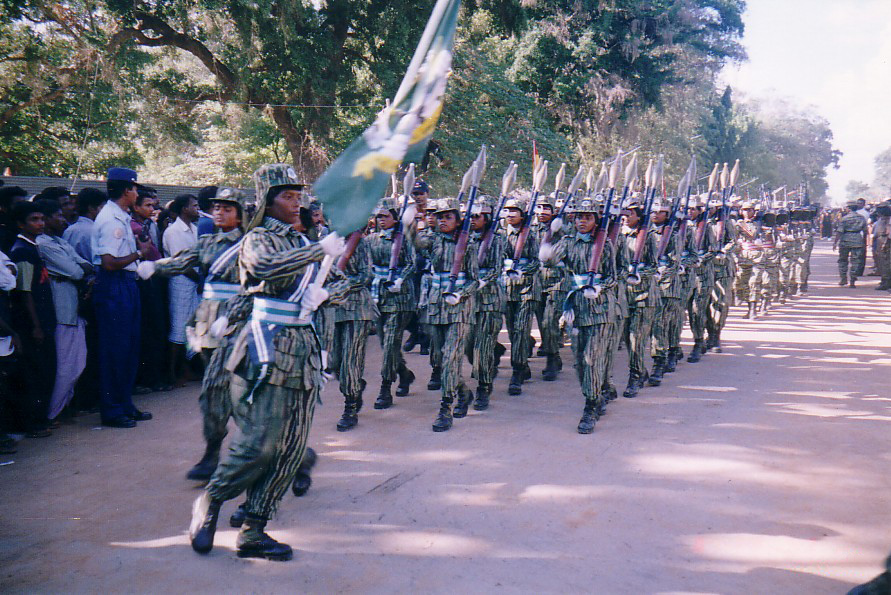
Regimento Sothiya dos Tigres Tâmeis, formado por combatentes mulheres

Em 1984 o LTTE criou uma unidade composta somente por mulheres chamada de Suthanthirap Paravaikal ("Pássaros da Liberdade"). Esta unidade foi o primeiro grupo de mulheres a receber treinamento militar na Índia. O grupo advoga a igualdade para as mulheres e sua libertação tanto da opressão masculina como social. Este apoio à igualdade atraiu muitas mulheres para os quadros da organização e, como resultado, os Tigres Tâmeis passaram a ser o primeiro grupo militante tâmil a empregar mulheres como soldados no campo de batalha. A proporção de combatentes do sexo feminino era pequena até junho de 1990, porém aumentou rapidamente nos anos que se seguiram. A primeira operação dos Pássaros da Liberdade foi em outubro de 1987, e a primeira mulher a morrer em combate foi a segunda-tenente Maalathi, em 10 de outubro daquele ano, durante um confronto com as Forças de Paz da Índia, em Kopai, na península de Jaffna. Estima-se que cerca de 4 000 combatentes mulheres tenham morrido deste então, incluindo mais de 100 em esquadrões suicidas dos 'Tigres Negros'. Além de seu papel militar, estas mulheres também produziram diversas publicações a respeito do grupo e de sua ideologia, muitas descritas como "ricas" em termos de cultura e escrita.

### Lista de comandantes
Abaixo estão listados os principais comandantes, presentes e passados, dos Tigres de Liberação do Ceilão Tâmil. Alguns dos nomes são apelidos, que não refletem a origem religiosa do indivíduo.
| Shanmugalingam Sivashankar | Thillaiyampalam Sivanesan  | Balasegaram Kandiah     |
| Vaithilingam Sornalingam   | S. P. Thamilselvan         | Sathasivam Krishnakumar |
| Thileepan                  | Ramalingam Paramadeva      | Coronel Jeyam           |
| Coronel Theepan            | Coronel Ramesh             | Kandiah Ulaganathan     |
| Coronel Bhanu              | Coronel Sornam             | Coronel Vithusha        |
| Coronel Thurka             | Shanmuganathan Ravishankar | Capitão Miller          |
| Maria Vasanthi Michael     | Marcelin Fuselus           | Sathasivam Selvanayakam |
| Charles Lucas Anthony      | Captain Pandithar          | Yogaratnam Kugan        |
| Ten.-Coronel Ratha         | Ten.-Coronel Santhosham    | Ten.-Coronel Pulendran  |
| Ambalavanar Neminathan     | Coronel Pathuman           | Manickapodi Maheswaran  |
| Ten.-Coronel Kumarappa     | Ten. Maalathi              | Ten.-Coronel Appaiah    |
| Ten.-Coronel Akbar         | Thambirasa Kuhasanthan     | Gangai Amaran (LTTE)    |
| Major Mano                 | Balasingham Nadesan        | Irasaiah Ilanthirayan   |
| V. Balakumaran (LTTE)      | Cheliyan                   | Coronel Karuna          |

### Outras formações
| Brigada Charles Anthony    | Brigada Jeyanthan             | Regimento Sothiya                     |
| Regimento Maalathi         | Unidade de Morteiros Kuti Sri | Unidade Blindada e Anti-Tanque Victor |
| Unidade Imran Pandiyan     | Unidade Antiaérea do LTTE     | Unidade de Artilharia Kittu           |
| Unidade de Minas Ponnamman | Regimento Ratha               |                                       |

## Ligações a outras organizações classificadas como terroristas
Já em meados da década de 1970 os rebeldes dos Tigres de Liberação do Ceilão Tâmil eram conhecidos por terem treinado membros da Frente Popular pela Liberação da Palestina, no sul do Líbano, onde os conceitos de atentados suicidas, taxação e memoriais de guerra foram transmitidos aos combatentes locais. Depois do assassinato de Rajiv Gandhi, em 1990, diversas autoridades do governo indiano alegaram ter descoberto uma ligação secreta entre a Organização para a Libertação da Palestina (OLP) e os Tigres Tâmeis: a OLP teria pedido a Rajiv Gandhi que aceitasse uma proposta feita pelo LTTE, o que teria causado certo estranhamento na época, porém foi amplamente ignorado até o seu assassinato, pouco tempo depois.

Já em 1998 os Tigres Tâmeis declaravam publicamente:

… os Tigres de Liberação do Ceilão Tâmil resolveram trabalhar em solidariedade com os movimentos de liberação nacional, Estados socialistas e partidos internacionais de trabalhadores de todo o mundo. Nós advogamos uma política antiimperialista, dedicando nossa solidariedade militante contra o imperialismo ocidental, os neocolonialistas, o sionismo, o racismo e outras forças de reação.

Agências de inteligência ao redor do mundo também têm conhecimento de que o LTTE esteve envolvido, durante a década de 1990, no treinamento da Frente de Liberação Islâmica Moro (Moro Islamic Liberation Front, MILF) e do Abu Sayyaf, dois grupos ligados à Al-Qaida. Em 1995 e 1998 um estrategista de combate e um especialista em explosivos do LTTE acompanharam grupos de árabes da Al-Qaida que foram registrados treinando membros da Frente Moro e, em 1999, outro assessor estratégico do grupo acompanhou um grupo de árabes da também da Al-Qaida que treinavam o Abu Sayyaf. Ainda a pedido da Al-Qaida, os Tigres Tâmeis foram registrados treinando membros da Al-Ummah (grupo terrorista islâmico formado na Índia em 1992, que é tido como responsável pelos atentados no sul daquele país, em 1998) em Tamil Nadu, na Índia.
O jornal indiano em inglês Times of India, num artigo de 2001, apontou uma suposta conexão direta entre a Al-Qaida e o LTTE, alegando que "[as ligações a Al-Qaeda com o LTTE] são o primeiro exemplo de um grupo islâmico colaborando um um grupo essencialmente secular". Além disso, segundo a organização Maritime Intelligence Group, com sede nos Estados Unidos, o grupo indonésio Jemaah Islamiya, que tem ligações conhecidas com a Al-Qaida, teria sido treinado em táticas de guerrilhas no mar por veteranos dos Tigres do Mar do LTTE.
"Noruegueses Contra o Terrorismo", um grupo de um homem só, o assassino condenado Falk Rune Rovik, descreveu como a comunidade tâmil na Noruega, a pedido do LTTE, vendeu passaportes noruegueses falsos e roubados para membros da Al-Qaida. O próprio grupo teria conseguido um passaporte falso para Ramzi Yousef, líder condenado do atentado de 1993 ao World Trade Center, em Nova York.
Um artigo na publicação Council on Foreign Affairs de Preeti Bhattacharji afirmou que "o LTTE, secular e nacionalista, não tem atualmente qualquer ligação com a Al-Qaida, com seus associados radicais islâmicos ou outros grupos terroristas, porém "em seu início, os especialistas afirmam que o grupo treinou com a Organização para a Libertação da Palestina (OLP). O grupo ainda pode interagir com outras organizações terroristas através de mercados ilegais de arma em Mianmar, na Tailândia e no Camboja".

### Táticas dos Tigres Tâmeis utilizadas por outras organizações terroristas
Alguns dos ataques dos Tigres de Liberação do Ceilão Tâmil no Seri Lanca tiveram diversas semelhanças com ataques feitos por outros grupos terroristas; alguns exemplos foram:
- As semelhanças entre ataques do LTTE contra a Marinha do Sri Lanka e o atentado cometido pela Al-Qaida contra o USS Cole, que matou 17 integrantes da Marinha dos Estados Unidos.[132] O incidente levantou a suspeita de ligações entre os dois grupos. Um grupo sediado em Washington, DC, Maritime Intelligence Group, alega ter descoberto evidências substanciais de que os Tigres Tâmeis teriam treinado islamistas indonésios na técnica dos atentados suicidas marítimos. O grupo, ligado à Al-Qaida, teria então passado adiante a técnica que aprendeu com o LTTE para a própria organização de Osama bin Laden.[126]
- Segundo o site South Asian Terrorism Portal, o LTTE teria fornecido passaportes falsificados a Ramzi Yousef, um dos planejadores do primeiro atentado contra o World Trade Center, em Nova York, em 1993.[133] A alegação foi igualmente confirmada pelo Westminster Journal.[126]
- O mesmo site também declarou que existem crescentes relatórios de inteligência que indicam que o LTTE teria contrabandeado armas para diversas organizações terroristas, incluindo grupos islâmicos no Paquistão e nas Filipinas,[133] utilizando-se de redes comerciais clandestinas. O International Institute for Strategic Studies (Instituto Internacional para Estudos Estratégicos), sediado em Londres, descobriu que os Tigres Tâmeis estavam construindo ligações comerciais com a Al-Qaida e outros militantes no Afeganistão, e que diversos integrantes do grupo foram vistos em campos de treinamento naquele país.[126][134][135]

- Falk Rovik, um assassino condenado,[129] acusou o LTTE de ter roubado passaportes noruegueses e de vendê-los para a Al-Qaida na Argélia para obter dinheiro para armas. Alegou também que fundos do governo da Noruega teriam sido desviados inadvertidamente para o grupo.[136][137]
- O Assessor Nacional de Segurança da Índia, M. K. Narayanan, alegou que os Tigres Tâmeis teriam arrecadado dinheiro através do tráfico de drogas; a prisão de integrantes do grupo na Colômbia seria uma evidência importante desta acusação.[126]
- De acordo com um site "anti-LTTE", Glen Jenvey, antigo funcionário do governo do Sri Lanka e um especialista em terrorismo internacional teria alegado que a Al-Qaida estaria copiando a maior parte das táticas de terrorismo dos Tigres Tâmeis.[138] Salientou ainda o LTTE como a organização cabeça, que definiria o padrão a ser seguido por organizações como a Al-Qaida posteriormente. O Maritime Intelligence Group, de Washington, DC, também teria declarado que a Al-Qaeda estaria se inteirando destas táticas através de contatos do LTTE que foram contratados para ensinar os métodos aos indonésios.
- De acordo com o jornal Asian Tribune diversos ataques a civis em ônibus e trens do Sri Lanka foram copiados dos ataques feitos ao transporte público de Londres durante os atentados de julho de 2005.[138]
- As campanhas de limpeza étnica realizadas pelo LTTE contra muçulmanos no norte do Sri Lanka entre 1985 e 1992 forneceram a inspiração e o modelo pelo qual os separatistas da Caxemira expulsaram os hindus da região, a partir de 1989.[126]

## Assassinatos
Os Tigres de Liberação do Ceilão Tâmil foram condenados por diversos grupos pelo assassinato de oponentes militares e políticos. Entre as vítimas estão moderados tâmeis que atuavam em cooperação com o governo do Sri Lanka e membros de grupos paramilitares tâmeis que ajudavam o Exército do Sri Lanka. O assassinato de Ranasinghe Premadasa, então presidente do país, também é atribuído ao grupo.
Os simpatizantes dos Tigres Tâmeis justificam alguns destes assassinatos com o argumento de que as pessoas atacadas eram combatentes ou pessoas intimamente ligadas à inteligência militar do Sri Lanka. Mais especificamente, no que diz respeito à Organização de Liberação do Ceilão Tâmil (TELO, Tamil Eelam Liberation Organization), a posição do grupo é de que foi obrigado a praticar uma forma de legítima defesa "preventiva", já que a TELO estava, segundo seu ponto de vista, atuando em defesa dos interesses da Índia.

## Violações dos direitos humanos
O Departamento de Estado dos Estados Unidos declarou que sua principal motivação para banir os Tigres de Liberação do Ceilão Tâmil como um grupo terrorista foram as alegações de suas violações dos direitos humanos, e a sua não-adesão às normas de conduta esperadas de um movimento de resistência. O FBI descreveu o LTTE como "um dos grupos extremistas mais perigosos e mortais do mundo". Outros países também baniram a organização pelos mesmos motivos. Diversos países e organizações internacionais acusam os Tigres Tâmeis de atacar intencionalmente civis e recrutar crianças como combatentes.

### Ataques contra civis
Os Tigres de Liberação do Ceilão Tâmil lançaram ataques contra alvos civis por diversas vezes. Entre alguns dos mais célebres estão o massacre de Aranthalawa, o massacre de Anuradhapura, o massacre da mesquita de Kattankudy, o massacre de Kebithigollewa e o atentado ferroviário de Dehiwala. Civis também morreram em ataques a alvos econômicos, como o atentado ao Banco Central do Sri Lanka.

### Crianças-soldado
Os Tigres de Liberação do Ceilão Tâmil foram acusados de recrutar e utilizar-se de crianças-soldado para lutar contra as forças armadas do governo do Sri Lanka. Os Tigres Tâmeis são acusados de terem mantido até 5.794 crianças como soldados em seus escalões desde o ano de 2001.
Em meio à pressão internacional, o LTTE anunciou em julho de 2003 que deixaria de recrutar crianças, porém tanto a UNICEF e o Human Rights Watch o acusaram de não cumprir suas promessas, e de recrutar crianças tâmeis que se tornaram órfãs depois do tsunami. Em 2007 o grupo anunciou que libertaria todos os seus recrutas com menos de 18 anos até o fim daquele ano; em 18 de junho efetivamente libertou 135 menores de idade. A UNICEF, juntamente com os Estados Unidos, declarou que houve de fato uma queda substancial no recrutamento de crianças pelos Tigres Tâmeis, mas que 506 ainda permanecem com o grupo. Um relatório publicado pela Autoridade de Proteção à Criança, órgão interno do próprio LTTE, em 2008, informou que menos de 40 soldados menores de 18 anos permaneciam em seus quadros. Em 2009, no entanto, um representante especial do secretário-geral das Nações Unidas afirmou que o grupo continuava a recrutar crianças para lutar nas suas fronteiras, e a usar a força para manter diversos civis, incluindo crianças, correndo perigo".
Os Tigres de Liberação do Ceilão Tâmil argumentam que exemplos de recrutamento de crianças ocorreram principalmente no leste, sob a supervisão do comandante regional do LTTE, Coronel Karuna. Depois de abandonar o grupo e formar o Tamil Makkal Viduthalai Pulikal, partido político também conhecido anteriormente como "Grupo Karuna", alega-se que o "coronel" continuou a raptar e forçar crianças a serem soldados.